# Mydas senilis
Mydas senilis is een vliegensoort uit de familie Mydidae. De wetenschappelijke naam van de soort is voor het eerst geldig gepubliceerd in 1841 door Westwood.
De soort komt voor in Mexico.